# Causas do aquecimento global

Fatores que impulsionam as mudanças climáticas de 1850–1900 a 2010–2019. O potencial de aquecimento global para fatores de longa duração, como as emissões de dióxido de carbono, não está representado.

A comunidade científica vem investigando as causas das mudanças climáticas há décadas. Após milhares de estudos, chegou-se a um consenso, onde é “inequívoco que a influência humana aqueceu a atmosfera, o oceano e a terra desde os tempos pré-industriais”.:3 Este consenso é apoiado por cerca de 200 organizações científicas em todo o mundo. O papel dominante nestas alterações climáticas tem sido desempenhado pelas emissões directas de dióxido de carbono provenientes da queima de combustíveis fósseis. As emissões indiretas de CO2 provenientes das alterações da utilização dos solos e as emissões de metano, óxido nitroso e outros gases com efeito de estufa desempenham papéis de apoio importantes.
O aquecimento causado pelo efeito estufa tem uma relação logarítmica com a concentração de gases de efeito estufa. Isso significa que cada fração adicional de CO2 e outros gases de efeito estufa na atmosfera tem um efeito de aquecimento ligeiramente menor do que as frações anteriores à medida que a concentração total aumenta. No entanto, apenas cerca de metade das emissões de CO2 residem continuamente na atmosfera, em primeiro lugar, uma vez que a outra metade é rapidamente absorvida pelos sequestros de carbono na terra e nos oceanos.:450Além disso, o aquecimento por unidade de gases com efeito de estufa também é afetado por feedbacks, como as mudanças nas concentrações de vapor de água ou no albedo da Terra (refletividade).:2233
À medida que o aquecimento causado pelo CO2 aumenta, os sequestros de carbono absorvem uma fração menor das emissões totais, enquanto os feedbacks "rápidos" das mudanças climáticas amplificam o aquecimento dos gases de efeito estufa. Assim, ambos os efeitos são considerados interdependentes, e o aquecimento de cada unidade de CO2 emitida pelos humanos aumenta a temperatura em proporção linear à quantidade total de emissões.:746Além disso, uma parte do aquecimento global causado pelo efeito estufa foi "mascarada" pelas emissões de dióxido de enxofre causadas pelo homem, que formam aerossóis com efeito de resfriamento. No entanto, esta ocultação tem vindo a diminuir nos últimos anos, devido às medidas de combate à chuva ácida e à poluição atmosférica causada pelos sulfatos.

## Fatores que afetam o clima da Terra

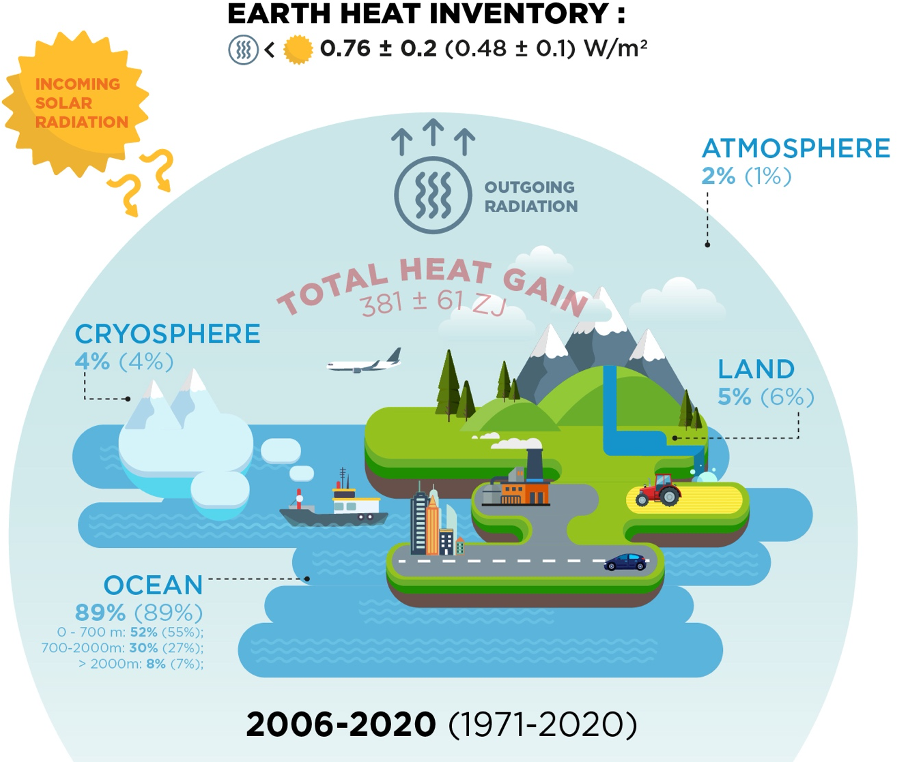
Um diagrama que mostra para onde está indo o calor extra retido na Terra devido ao desequilíbrio energético.

Uma força é algo que é imposto externamente ao sistema climático. As forças externas incluem fenômenos naturais como erupções vulcânicas e variações na produção solar. As atividades humanas também podem impor forças, por exemplo, através da alteração da composição da atmosfera da Terra. O forçamento radiativo é uma medida de como vários fatores alteram o equilíbrio energético do planeta Terra. Uma força radiativa positiva levará ao aquecimento da superfície e, ao longo do tempo, do sistema climático. Entre o início da Revolução Industrial em 1750 e o ano de 2005, o aumento da concentração atmosférica de dióxido de carbono (fórmula química: CO2) levou a uma força radiativa positiva, calculada em média sobre a superfície da Terra, de cerca de 1,66 watts por metro quadrado (abreviado: W m −2 ). Os feedbacks climáticos podem amplificar ou atenuar a resposta do clima a uma dada força.:7
O sistema climático irá variar em resposta às mudanças nas forças. O sistema climático apresentará variabilidade interna tanto na presença quanto na ausência de forças impostas a ele. Esta variabilidade interna é resultado de interações complexas entre componentes do sistema climático, como o acoplamento entre a atmosfera e o oceano.

## Influências causadas pelo homem

A energia flui entre o espaço, a atmosfera e a superfície da Terra. O aumento dos níveis de gases de efeito estufa está contribuindo para um desequilíbrio energético.

Os fatores que afetam o clima da Terra podem ser divididos em forças, feedbacks e variações internas.:7Quatro linhas principais de evidência apoiam o papel dominante das actividades humanas nas recentes alterações climáticas:
1. Uma compreensão física do sistema climático: as concentrações de gases de efeito estufa aumentaram e suas propriedades de aquecimento estão bem estabelecidas.
2. Há estimativas históricas de mudanças climáticas passadas que sugerem que as mudanças recentes na temperatura da superfície global são incomuns.
3. Modelos climáticos avançados não conseguem replicar o aquecimento observado a menos que as emissões humanas de gases de efeito estufa sejam incluídas.
4. Observações de forças naturais, como a atividade solar e vulcânica, mostram que não podem explicar o aquecimento observado. Por exemplo, um aumento na atividade solar teria aquecido toda a atmosfera, mas apenas a atmosfera inferior aqueceu.[14]

### Gases com efeito de estufa
Os gases de efeito estufa são transparentes à luz solar e, portanto, permitem que ela passe pela atmosfera para aquecer a superfície da Terra. A Terra irradia calor, e os gases de efeito estufa absorvem uma parte dele. Esta absorção diminui a taxa de escape de calor para o espaço, prendendo o calor perto da superfície da Terra e aquecendo-a ao longo do tempo. Embora o vapor de água e as nuvens sejam os maiores contribuintes para o efeito estufa, eles mudam principalmente em função da temperatura. Portanto, eles são considerados feedbacks que alteram a sensibilidade climática. Por outro lado, gases como o CO2, o ozônio troposférico, CFCs e óxido nitroso são adicionados ou removidos independentemente da temperatura. Portanto, são considerados forças externas que alteram as temperaturas globais.:742

Concentrações de CO_{2} nos últimos 800.000 anos, medidas a partir de núcleos de gelo (azul/verde) e diretamente (preto)

A atividade humana desde a Revolução Industrial (por volta de 1750), principalmente a extração e queima de combustíveis fósseis (carvão, petróleo e gás natural), aumentou a quantidade de gases de efeito estufa na atmosfera, resultando em um desequilíbrio radiativo. Nos últimos 150 anos, as atividades humanas têm liberado quantidades crescentes de gases de efeito estufa na atmosfera. Em 2019, as concentrações de CO2 e metano aumentaram cerca de 48% e 160%, respectivamente, desde 1750. Esses níveis de CO2 são os mais altos em qualquer momento dos últimos 2 milhões de anos. As concentrações de metano são muito mais elevadas do que eram nos últimos 800.000 anos.
Isso levou ao aumento da temperatura média global, ou aquecimento global. O intervalo provável de aquecimento do ar à superfície induzido pelo homem entre 2010 e 2019, em comparação com os níveis de 1850 a 1900, é de 0,8 °C a 1,3 °C, com uma melhor estimativa de 1,07 °C. Isto está próximo do aquecimento global observado durante esse intervalo de 0,9 °C a 1,2 °C. As mudanças de temperatura durante esse período foram provavelmente de apenas ±0,1 °C devido a forças naturais e ±0,2 °C devido à variabilidade do clima.: 3, 443 

As emissões antropogénicas globais de gases com efeito de estufa em 2019 foram equivalentes a 59 bilhões de toneladas de CO2. Destas emissões, 75% eram CO2, 18% eram metano, 4% eram óxido nitroso e 2% eram gases fluorados.:7

#### Dióxido de carbono

O Projeto Global de Carbono mostra como as adições de CO_{2} desde 1880 foram causadas por diferentes fontes que aumentaram uma após a outra.

As emissões de CO2 provêm principalmente da queima de combustíveis fósseis para fornecer energia para transportes, manufatura, aquecimento e eletricidade. Emissões adicionais desse gás provêm do desmatamento e de processos industriais, que incluem o gás liberado pelas reações químicas para a produção de cimento, aço, alumínio e fertilizantes.
O CO2 é absorvido e emitido naturalmente como parte do ciclo do carbono, através da respiração animal e vegetal, erupções vulcânicas e trocas oceano-atmosfera. As atividades humanas, como a queima de combustíveis fósseis e as mudanças no uso da terra (ver abaixo), libertam grandes quantidades de carbono para a atmosfera, fazendo com que as concentrações de CO2 na atmosfera aumentem.
As medições de alta precisão da concentração de CO2 atmosférico, iniciadas por Charles David Keeling em 1958, constituem a série temporal principal que documenta a composição mutável da atmosfera . Estes dados, conhecidos como Curva de Keeling, têm um estatuto icónico na ciência das alterações climáticas como prova do efeito das actividades humanas na composição química da atmosfera global.
As medições iniciais de Keeling em 1958 mostraram 313 partes por milhão em volume (ppm). Em maio de 2019, a concentração de CO2 na atmosfera atingiu 415 ppm. A última vez que ela atingiu esse nível foi a 2,6–5,3 milhões de anos atrás. Sem intervenção humana, seriam 280 ppm.

Em 2022–2024, a concentração de CO2 na atmosfera aumentou como nunca antes de acordo com a Administração Oceânica e Atmosférica Nacional, como resultado de emissões contínuas e às condições do El Niño.

#### Metano e óxido nitroso
As emissões de metano provêm da pecuária, do estrume, do cultivo de arroz, dos aterros sanitários, das águas residuais e da mineração de carvão, bem como da extracção de petróleo e gás. As emissões de óxido nitroso provêm em grande parte da decomposição microbiana de fertilizantes.

O metano e, em menor grau, o óxido nitroso também são grandes contribuintes para o efeito estufa. O Protocolo de Quioto lista-os juntamente com os hidrofluorocarbonetos (HFC), os perfluorocarbonetos (PFC) e o hexafluoreto de enxofre (SF6) que são gases inteiramente artificiais, como contribuintes para o forçamento radiativo. O gráfico à direita atribui as emissões antropogénicas de gases com efeito de estufa a oito sectores económicos principais, dos quais os maiores contribuintes são as centrais eléctricas (muitas das quais queimam carvão ou outros combustíveis fósseis), os processos industriais, os combustíveis para transportes (geralmente combustíveis fósseis) e os subprodutos agrícolas (principalmente o metano da fermentação entérica e o óxido nitroso da utilização de fertilizantes).

### Aerossóis
A poluição atmosférica, na forma de aerossóis, afeta o clima em grande escala. Os aerossóis dispersam e absorvem a radiação solar. De 1961 a 1990, foi observada uma redução gradual na quantidade de luz solar que chegava à superfície da Terra. Este fenômeno é popularmente conhecido como escurecimento global, e é atribuído principalmente aos aerossóis de sulfato produzidos pela combustão de combustíveis fósseis com altas concentrações de enxofre, como carvão e combustível pesado. Contribuições menores vêm do carbono negro, do carbono orgânico da combustão de combustíveis fósseis e biocombustíveis e da poeira antropogénica. A nível mundial, os aerossóis têm vindo a diminuir desde 1990 devido aos controlos da poluição, o que significa que já não mascaram tanto o aquecimento causado pelos gases com efeito de estufa.
Os aerossóis também têm efeitos indiretos no balanço energético da Terra. Os aerossóis de sulfato atuam como núcleos de condensação de nuvens e levam a nuvens com gotículas maiores e menores. Essas nuvens refletem a radiação solar de forma mais eficiente do que nuvens com gotículas maiores e em menor número. Eles também reduzem o crescimento das gotas de chuva, o que torna as nuvens mais reflexivas à luz solar incidente. Os efeitos indiretos dos aerossóis constituem a maior incerteza na força radiativa.

Embora os aerossóis normalmente limitem o aquecimento global ao refletir a luz solar, o carbono negro na fuligem que cai na neve ou no gelo pode contribuir para o aquecimento global. Isto não só aumenta a absorção da luz solar, como também aumenta o degelo e a subida do nível do mar. Limitar novos depósitos de carbono negro no Ártico poderia reduzir o aquecimento global em 0,2 °C até 2050.

### Mudanças na superfície terrestre
De acordo com a Organização das Nações Unidas para a Alimentação e a Agricultura, cerca de 30% da área terrestre da Terra é em grande parte inutilizável para os humanos (geleiras, desertos, etc.), 26% são florestas, 10% são matagais e 34% são terras agrícolas. A desflorestação é o principal fator que contribui para o aquecimento global devido às alterações na utilização dos solos, Entre 1750 e 2007, cerca de um terço das emissões antropogénicas de CO2foram provenientes de alterações na utilização dos solos - principalmente do declínio da área florestal e do crescimento das terras agrícolas. principalmente desmatamento, à medida que as árvores destruídas libertam CO2 e não são substituídas por novas árvores, eliminando esse sequestro de carbono. Entre 2001 e 2018, 27% do desmatamento foi devido à limpeza permanente para permitir a expansão agrícola para cultivos e pecuária. Outros 24% foram perdidos devido ao desmatamento temporário causado pelos sistemas agrícolas de cultivo itinerante. 26% deveram-se à exploração madeireira para obtenção de madeira e produtos derivados, e os incêndios florestais foram responsáveis pelos restantes 23%. Algumas florestas não foram totalmente desmatadas, mas já foram degradadas por esses impactos. A restauração destas florestas também recupera o seu potencial como sequestrador de carbono.

A cobertura vegetal local afeta a quantidade de luz solar refletida de volta para o espaço (albedo) e a quantidade de calor perdida pela evaporação. Por exemplo, a mudança de uma floresta escura para uma pastagem torna a superfície mais clara, fazendo com que ela reflita mais luz solar. A desflorestação também pode modificar a libertação de compostos químicos que influenciam as nuvens e alterando os padrões dos ventos. Nas áreas tropicais e temperadas, o efeito líquido é produzir um aquecimento significativo, e a restauração florestal pode tornar as temperaturas locais mais frias. Em latitudes mais próximas dos pólos, há um efeito de resfriamento, pois a floresta é substituída por planícies cobertas de neve (e mais refletivas). Globalmente, esses aumentos no albedo da superfície têm sido a influência direta dominante na temperatura devido às mudanças no uso da terra. Assim, estima-se que a mudança na utilização do solo até à data tenha um ligeiro efeito de arrefecimento.

#### Emissões associadas à pecuária
Mais de 18% das emissões antropogénicas de gases com efeito de estufa são atribuídas à pecuária e às actividades relacionadas com a pecuária, como a desflorestação e as práticas agrícolas cada vez mais intensivas no uso de combustíveis. As atribuições específicas do setor pecuário incluem:
- 9% das emissões antropogênicas globais de dióxido de carbono
- 35–40% das emissões antropogénicas globais de metano (principalmente devido à fermentação entérica e ao estrume)
- 64% das emissões antropogénicas globais de óxido nitroso, principalmente devido à utilização de fertilizantes.[63]

## Efeitos cascata

### Sequestro de carbono
A superfície da Terra absorve CO como parte do ciclo do carbono. Apesar da contribuição do desmatamento para as emissões de gases de efeito estufa, a superfície terrestre da Terra, particularmente suas florestas, continua tendo um sequestro significativo de carbono. Os processos de absorção da superfície terrestre, como a fixação de carbono no solo e a fotossíntese, removem cerca de 29% das emissões globais anuais de CO2. O oceano também serve como um importante sequestros de carbono por meio de um processo de duas etapas. Primeiro, o CO2 se dissolve na água da superfície. Depois, a circulação do oceano o distribui profundamente no interior do oceano, onde se acumula ao longo do tempo como parte do ciclo do carbono. Nas últimas duas décadas, os oceanos do mundo absorveram 20 a 30% do CO2 emitido.:450Assim, cerca de metade das emissões desse gás causadas pelo homem foram absorvidas pelas plantas terrestres e pelos oceanos.
Esta fração de emissões absorvidas não é estática. Se as futuras emissões de CO2 diminuírem, a Terra será capaz de absorver até cerca de 70%. Se aumentarem substancialmente, ainda absorverão mais carbono do que agora, mas a fração global diminuirá para menos de 40%. Isto acontece porque as alterações climáticas aumentam as secas e as ondas de calor que acabam por inibir o crescimento das plantas em terra, e os solos libertam mais carbono das plantas mortas quando estão mais quentes. A taxa à qual os oceanos absorvem o carbono atmosférico diminuirá à medida que se tornarem mais ácidos e sofrerem alterações na circulação termohalina e na distribuição do fitoplâncton.

### Feedbacks sobre as mudanças climáticas

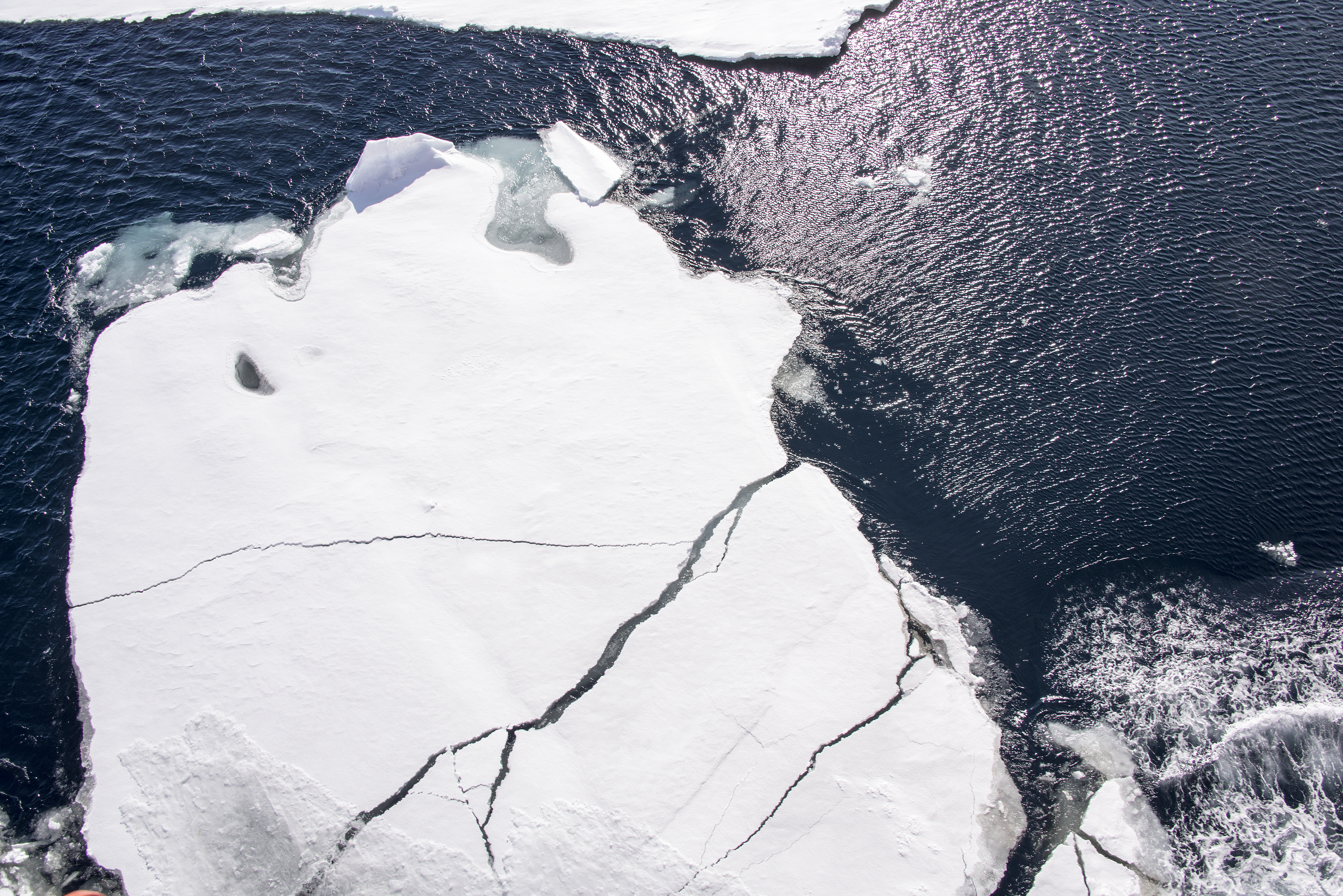
O gelo marinho reflete de 50% a 70% da luz solar incidente, enquanto o oceano, sendo mais escuro, reflete apenas 6%. À medida que uma área de gelo marinho derrete e expõe mais oceano, mais calor é absorvido pelo oceano, aumentando as temperaturas que derretem ainda mais gelo. Este é um processo de feedback positivo.

A resposta do sistema climático a uma força inicial é modificada por feedbacks: aumentada por feedbacks "auto-reforçadores" ou "positivos" e reduzida por feedbacks "equilibradores" ou "negativos". Os principais feedbacks de reforço são o feedback do vapor de água, o feedback do gelo-albedo e o efeito líquido das nuvens. O principal mecanismo de equilíbrio é o resfriamento radiativo, pois a superfície da Terra emite mais calor para o espaço em resposta ao aumento da temperatura. Além dos feedbacks de temperatura, existem feedbacks no ciclo do carbono, como o efeito fertilizante do CO2 no crescimento das plantas.
A incerteza sobre os feedbacks, particularmente a cobertura de nuvens, é a principal razão pela qual diferentes modelos climáticos projectam diferentes magnitudes de aquecimento para uma determinada quantidade de emissões. À medida que o ar aquece, ele pode reter mais umidade. O vapor de água, como um potente gás com efeito de estufa, retém o calor na atmosfera. Se a cobertura de nuvens aumentar, mais luz solar será refletida de volta para o espaço, resfriando o planeta. Se as nuvens se tornarem mais altas e finas, elas agem como um isolante, refletindo o calor de baixo para cima e aquecendo o planeta.
Outro feedback importante é a redução da cobertura de neve e do gelo marinho no Ártico, o que reduz a refletividade da superfície da Terra. Mais energia do Sol é agora absorvida nestas regiões, contribuindo para a amplificação das alterações de temperatura no Árctico. A amplificação do Árctico está também a descongelar p pergelissolo, que libera metano e CO2 para a atmosfera. As alterações climáticas também podem causar libertações de metano a partir de zonas húmidas, sistemas marinhos e sistemas de água doce. No geral, espera-se que os feedbacks climáticos se tornem cada vez mais positivos.

## Variabilidade natural

A Quarta Avaliação Climática Nacional ("NCA4", USGCRP, 2017) inclui gráficos que ilustram que nem a atividade solar nem a vulcânica podem explicar o aquecimento observado.

Já em 2001, o Terceiro Relatório de Avaliação do IPCC concluiu que "a alteração combinada na força radiativa dos dois principais factores naturais (variação solar e aerossóis vulcânicos) é estimada como sendo negativa nas últimas duas, e possivelmente nas últimas quatro, décadas". A irradiação solar tem sido medida directamente por satélites, e as medições indirectas estão disponíveis desde o início do século XVII em diante. No entanto, desde 1880, não houve uma tendência ascendente na quantidade de energia do Sol que chega à Terra, em contraste com o aquecimento da baixa atmosfera (a troposfera). Da mesma forma, a actividade vulcânica tem o maior impacto natural (forçante) na temperatura, mas é equivalente a menos de 1% das actuais emissões de CO2 causadas pelo homem. A actividade vulcânica como um todo teve impactos insignificantes nas tendências da temperatura global desde a Revolução Industrial.
Entre 1750 e 2007, a radiação solar pode ter aumentado no máximo 0,12 W/m2, comparado a 1,6 W/m2 para a força antropogênica líquida.:3 Consequentemente, o rápido aumento observado nas temperaturas médias globais após 1985 não pode ser atribuído à variabilidade solar." Além disso, a atmosfera superior (a estratosfera) também estaria a aquecer se o Sol enviasse mais energia para a Terra, mas em vez disso, tem estado a arrefecer. Isto é consistente com os gases de efeito estufa que impedem o calor de sair da atmosfera da Terra.
As erupções vulcânicas explosivas podem liberar gases, pó e cinzas que bloqueiam parcialmente a luz solar e reduzem as temperaturas, ou podem enviar vapor de água para a atmosfera, o que aumenta os gases de efeito estufa e as temperaturas. Como tanto o vapor de água como o material vulcânico têm baixa persistência na atmosfera, mesmo as maiores erupções só têm efeito durante vários anos.

#### Relatórios do IPCC

##### Quarto Relatório de Avaliação
- IPCC (2007).  Solomon, S.; Qin, D.; Manning, M.; Chen, Z.;  et al., eds. Climate Change 2007: The Physical Science Basis. Col: Contribution of Working Group I to the Fourth Assessment Report of the Intergovernmental Panel on Climate Change. [S.l.]: Cambridge University Press. ISBN 978-0-521-88009-1
  - Hegerl, G. C.; Zwiers, F. W.; Braconnot, P.; Gillett, N. P.;  et al. (2007). «Chapter 9: Understanding and Attributing Climate Change» (PDF). IPCC AR4 WG1 2007. [S.l.: s.n.] pp. 663–745

##### Quinto relatório de avaliação
- IPCC (2013).  Stocker, T. F.; Qin, D.; Plattner, G.-K.; Tignor, M.;  et al., eds. Climate Change 2013: The Physical Science Basis (PDF). Col: Contribution of Working Group I to the Fifth Assessment Report of the Intergovernmental Panel on Climate Change. Cambridge, UK & New York: Cambridge University Press. ISBN 978-1-107-05799-9. AR5 Climate Change 2013: The Physical Science Basis – IPCC
  - Hartmann, D. L.; Klein Tank, A. M. G.; Rusticucci, M.; Alexander, L. V.;  et al. (2013). «Chapter 2: Observations: Atmosphere and Surface» (PDF). IPCC AR5 WG1 2013. [S.l.: s.n.] pp. 159–254
- IPCC AR5 SYR (2014).  The Core Writing Team; Pachauri, R. K.; Meyer, L. A., eds. Climate Change 2014: Synthesis Report. Col: Contribution of Working Groups I, II and III to the Fifth Assessment Report of the Intergovernmental Panel on Climate Change. Geneva, Switzerland: IPCC
  - IPCC (2014). «Annex II: Glossary» (PDF). IPCC AR5 SYR 2014. [S.l.: s.n.]

##### Relatório Especial: Alterações climáticas e solo
- IPCC (2019).  Shukla, P. R.; Skea, J.; Calvo Buendia, E.; Masson-Delmotte, V.;  et al., eds. IPCC Special Report on Climate Change, Desertification, Land Degradation, Sustainable Land Management, Food Security, and Greenhouse gas fluxes in Terrestrial Ecosystems (PDF). [S.l.]: In press

  - IPCC (2019). «Summary for Policymakers» (PDF). IPCC SRCCL 2019. [S.l.: s.n.] pp. 3–34
  - Jia, G.; Shevliakova, E.; Artaxo, P. E.; De Noblet-Ducoudré, N.;  et al. (2019). «Chapter 2: Land-Climate Interactions» (PDF). IPCC SRCCL 2019. [S.l.: s.n.] pp. 131–247

##### Sexto Relatório de Avaliação
- IPCC (2021).  Masson-Delmotte, V.; Zhai, P.; Pirani, A.; Connors, S. L.;  et al., eds. Climate Change 2021: The Physical Science Basis (PDF). Col: Contribution of Working Group I to the Sixth Assessment Report of the Intergovernmental Panel on Climate Change. Cambridge, United Kingdom and New York, NY, US: Cambridge University Press (In Press)
  - Arias, Paola A.; Bellouin, Nicolas; Coppola, Erika; Jones, Richard G.;  et al. (2021). «Technical Summary» (PDF). IPCC AR6 WG1 2021. [S.l.: s.n.]